# Llorenç Giménez Tarazona
Llorenç Giménez Tarazona (Alfafar, 1954-Valencia, 30 de agosto de 2019) fue un cuentacuentos y autor español de literatura infantil y juvenil en valenciano.

## Biografía
Comenzó su andadura como maestro en la Escuela Gavina, uno de los centros pioneros en la enseñanza en valenciano, y continuó en la escuela pública
de Llaurí. Fue colaborador en Ràdio 9, en el programa Comarca a comarca y en el programa infantil Sambòrik, de Canal 9. Como cuentacuentos, contribuyó a recuperar la figura del 'rondaller' en la Comunidad Valenciana y recorrió la mayor parte de los pueblos de esta comunidad, llegando también a Cataluña y Baleares en España y a Alguer, en el norte de la isla italiana de Cerdeña.
Fue uno de los fundadores y profesores de la Escola Gavina de Picanya.
Entre su obra escrita destaca Més contes, per favor (2014), Els acudits de Llorenç (2003), El secret de les cinc llegendes (2001), Les endevinalles de Llorenç (1997) y El fantasma dels ulls blaus (1996). Llorenç Giménez recibió el Premio Empar de Lanuza, de literatura infantil; el de la Crítica Serra d’Or de literatura infantil y juvenil, y el de la Asociación de Bibliotecas Valencianas.
Llorenç Giménez falleció a consecuencia de un cáncer en agosto de 2019. En octubre del mismo año la Generalidad Valenciana le otorgó la Distinción al Mérito Cultural «como reconocimiento a su sensibilidad e ingenio para hacer magia con las palabras, dejando con la boca abierta a niños, niñas
y mayores, que gozaron del privilegio de escucharlo».